# Acleris hyemana
Acleris hyemana là một loài bướm đêm thuộc họ Tortricidae. Nó được tìm thấy ở châu Âu.
Sải cánh dài 14–20 mm. Con trưởng thành bay từ tháng 8 đến tháng 5. Có một lứa một năm.
Ấu trùng ăn các loài Ericaceae, chủ yếu là Erica, Calluna vulgaris và Vaccinium.

## Hình ảnh

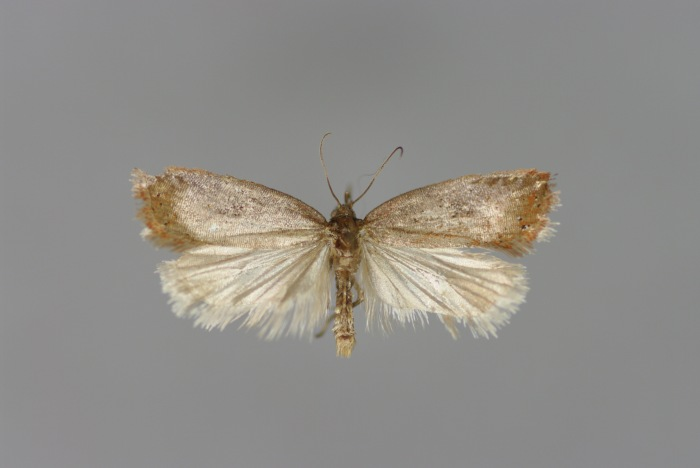